# Wereldkampioenschappen wielrennen 1967
De wereldkampioenschappen wielrennen op de weg van 1967 werden gehouden in het Nederlands-Limburgse Heerlen van 31 augustus tot 3 september. De Bergseweg bij Ubachsberg vormde de scherprechter, die 20 keer bedwongen moest worden.
70 profs reden op zondag 3 september. De wedstrijd was 265,18 kilometer lang. Eddy Merckx, de wereldkampioen bij de amateurs in 1964, behaalde op 22-jarige leeftijd zijn eerste wereldtitel bij de profs. Hij klopte Jan Janssen in de eindspurt met een half wiel.
De amateurs (over 198,885 km) en de dames (over 53,036 km) reden op zaterdag 2 september hun kampioenschap. De 23-jarige Engelsman Graham Webb werd wereldkampioen amateurs en de eveneens Engelse Beryl Burton werd voor de tweede maal wereldkampioene bij de dames.

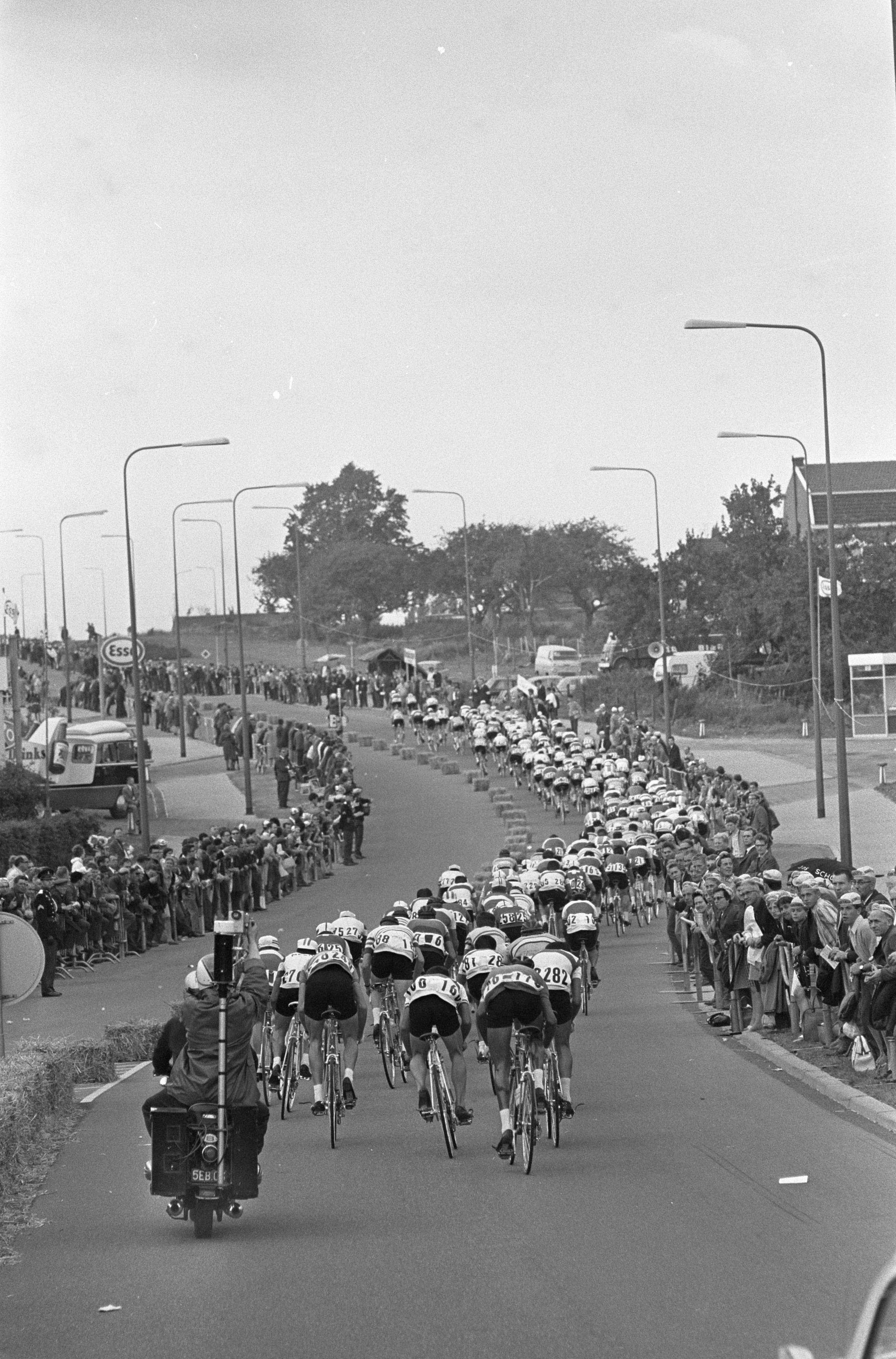

Het wereldkampioenschap ploegentijdrit voor amateurs over 96,4 km werd op donderdag 31 augustus gereden. De Zweedse broers Erik, Gösta, Sture en Tomas Pettersson wonnen vóór Denemarken en Italië. Nederland (met Gert Bongers, die al de wereldtitel op de achtervolging op de baan had gewonnen, Piet Tesselaar, die al na 45 kilometer moest opgeven, Rini Wagtmans en Joop Zoetemelk) werd elfde, gelijk met Spanje; België was vijftiende. De vier Zweedse broers zouden hun prestatie in de twee volgende kampioenschappen herhalen.

## Uitslagen

### Beroepsrenners

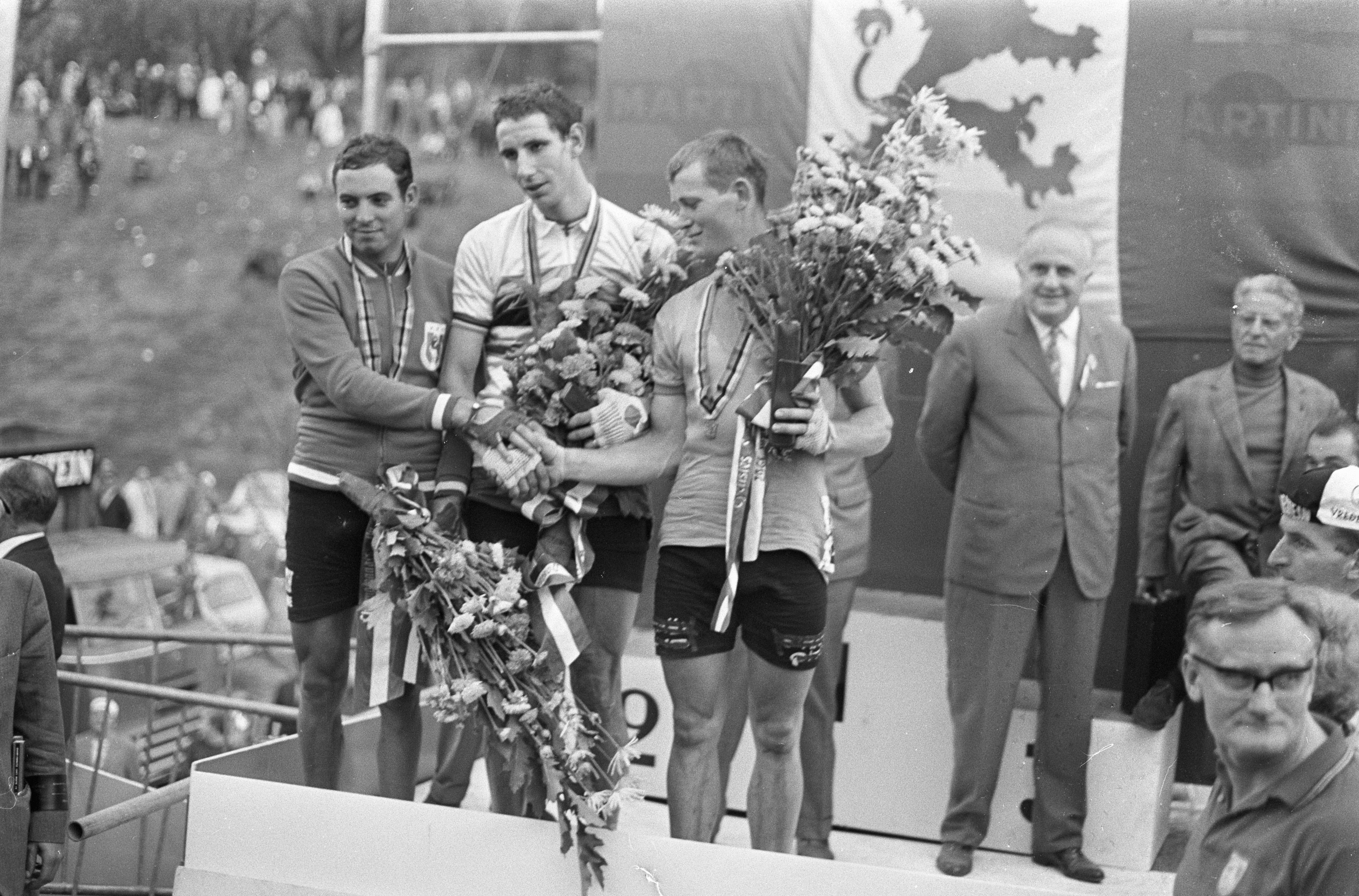
Claude Guyot, Graham Webb en René Pijnen

| Plaats | Renner               | Land        | Tijd     |
| ------ | -------------------- | ----------- | -------- |
| 1      | Eddy Merckx          | België      | 6u44'42" |
| 2      | Jan Janssen          | Nederland   | z.t.     |
| 3      | Ramón Sáez           | Spanje      | z.t.     |
| 4      | Gianni Motta         | Italië      | z.t.     |
| 5      | Jos van der Vleuten  | Nederland   | z.t.     |
| 6      | Jesus-Maria Lasa     | Spanje      | +2'05"   |
| 7      | Daniel Van Ryckeghem | België      | z.t.     |
| 8      | Michele Dancelli     | Italië      | z.t.     |
| 9      | Jos Boons            | België      | z.t.     |
| 10     | Robert Hagmann       | Zwitserland | z.t.     |

### Amateurs

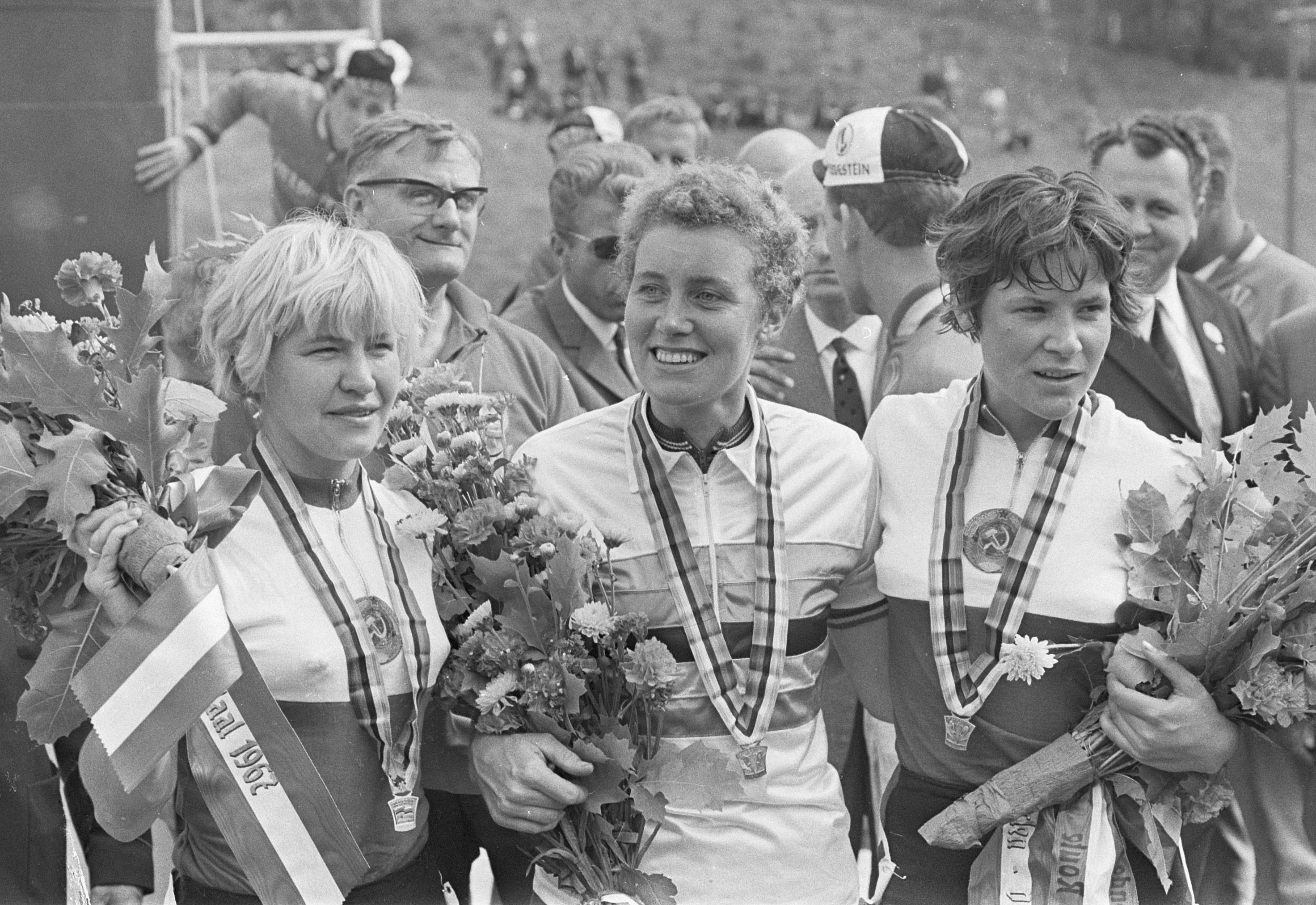
Lyubov Zadorozhnaya, Beryl Burton, Anna Konkina

| Plaats | Renner       | Land                | Tijd     |
| ------ | ------------ | ------------------- | -------- |
| 1      | Graham Webb  | Verenigd Koninkrijk | 4u58'43" |
| 2      | Claude Guyot | Frankrijk           | z.t.     |
| 3      | René Pijnen  | Nederland           | z.t.     |

### Dames
| Plaats | Renner             | Land                | Tijd     |
| ------ | ------------------ | ------------------- | -------- |
| 1      | Beryl Burton       | Verenigd Koninkrijk | 1u26'13" |
| 2      | Lyubov Sadorchnaya | Sovjet-Unie         | +1'47"   |
| 3      | Anna Konkina       | Sovjet-Unie         | +5'47"   |

### Ploegentijdrit amateurs
| Plaats | Land       | Renners                                                             | Tijd     |
| ------ | ---------- | ------------------------------------------------------------------- | -------- |
| 1      | Zweden     | Erik Pettersson/Gösta Pettersson/ Sture Pettersson/Tomas Pettersson | 2u03'07" |
| 2      | Denemarken | Verner Blaudzun/Joergen Hansen/ Leif Mortensen/Henning Pedersen     | +16"     |
| 3      | Italië     | Lorenzo Bosisio/Benito Pigato/ Vittoria Marcelli/Flavio Martini     | +39"     |

1921 · 
1922 · 
1923 · 
1924 · 
1925 · 
1926 · 
1927 · 
1928 · 
1929 · 
1930 · 
1931 · 
1932 · 
1933 · 
1934 · 
1935 · 
1936 · 
1937 · 
1938 · 
1946 · 
1947 · 
1948 · 
1949 · 
1950 · 
1951 · 
1952 · 
1953 · 
1954 · 
1955 · 
1956 · 
1957 · 
1958 · 
1959 · 
1960 · 
1961 · 
1962 · 
1963 · 
1964 · 
1965 · 
1966 · 
1967 · 
1968 · 
1969 · 
1970 · 
1971 · 
1972 · 
1973 · 
1974 · 
1975 · 
1976 · 
1977 · 
1978 · 
1979 · 
1980 · 
1981 · 
1982 · 
1983 · 
1984 · 
1985 · 
1986 · 
1987 · 
1988 · 
1989 · 
1990 · 
1991 · 
1992 · 
1993 · 
1994 · 
1995 · 
1996 · 
1997 · 
1998 · 
1999 · 
2000 · 
2001 · 
2002 · 
2003 · 
2004 · 
2005 · 
2006 · 
2007 · 
2008 · 
2009 ·
2010 · 
2011 · 
2012 · 
2013 · 
2014 · 
2015 · 
2016 · 
2017 · 
2018 · 
2019 · 
2020 ·
2021 ·
2022 ·
2023 ·
2024 ·
2025 ·
2026